# ФК Бней Йехуда
ФК „Бней Йехуда Тел Авив“ (на иврит: ון כדורגל בני יהודה תל אביב – Moadon Kaduregel Bnei Yehuda Tel Aviv), по-известен като „Бней Йехуда“, е футболен клуб от Тел Авив, Израел.
Клубът е основан през януари 1936 г. от Натан Сулами и приятели. Името на клуба означава „Синове на Йехуда“.
През 2005/06 среща софийския „Локомотив“ във втория кръг за Купата на УЕФА в които нашите побеждават с общ резултат 6:0 .

## Трофеи
- Висша лига на Израел
  -  Шампион (1): 1989/90
- Лига Леумит (Втора лига)
  -  Шампион (6): 1958/59, 1972/73, 1977/78, 1984/85, 2014/15
- Лига Алеф (Трета лига)
  -  Шампион (1):1956/57
- Купа на Израел
  -  Носител (4): 1967/68, 1980/81, 2016/17, 2018/19
  -  Финалист (4): 1964/65, 1977/78, 2005/06, 2009/10
- Купа Тото
  -  Носител (2): 1992, 1997
- Суперкупа на Израел
  -  Носител (1): 1990
  -  Финалист (2): 1968, 1981

## Български футболисти
- Владимир Андонов: 2001/03